# Episodi di Longmire (seconda stagione)
La seconda stagione della serie televisiva Longmire è stata trasmessa sul canale statunitense A&E dal 27 maggio al 26 agosto 2013.
In Italia la stagione è stata trasmessa in prima assoluta da TOP Crime dal 7 novembre al 19 dicembre 2014.
| nº | Titolo originale             | Titolo italiano          | Prima TV USA   | Prima TV Italia  |
| -- | ---------------------------- | ------------------------ | -------------- | ---------------- |
| 1  | Unquiet Mind                 | Mente inquieta           | 27 maggio 2013 | 7 novembre 2014  |
| 2  | Carcasses                    | Carcasse                 | 3 giugno 2013  | 14 novembre 2014 |
| 3  | Death Came in Like Thunder   | Terra insanguinata       | 10 giugno 2013 | 14 novembre 2014 |
| 4  | The Road to Hell             | La strada per l'inferno  | 17 giugno 2013 | 21 novembre 2014 |
| 5  | Party's Over                 | La festa è finita        | 24 giugno 2013 | 21 novembre 2014 |
| 6  | Tell It Slant                | La voce degli spiriti    | 1º luglio 2013 | 28 novembre 2014 |
| 7  | Sound and Fury               | Quanto vali?             | 8 luglio 2013  | 28 novembre 2014 |
| 8  | The Great Spirit             | Il rodeo della morte     | 15 luglio 2013 | 5 dicembre 2014  |
| 9  | Tuscan Red                   | Rosso toscano            | 29 luglio 2013 | 5 dicembre 2014  |
| 10 | Election Day                 | Il giorno delle elezioni | 5 agosto 2013  | 12 dicembre 2014 |
| 11 | Natural Order                | Seguendo la natura       | 12 agosto 2013 | 12 dicembre 2014 |
| 12 | A Good Death is Hard to Find | Ossa preziose            | 19 agosto 2013 | 19 dicembre 2014 |
| 13 | Bad Medicine                 | Indietro nel tempo       | 26 agosto 2013 | 19 dicembre 2014 |

## Mente inquieta
- Titolo originale: Unquiet Mind
- Diretto da: Michael Offer
- Scritto da: Hunt Baldwin, John Coveny

### Trama
Quattro detenuti riescono a scappare durante la loro consegna all'FBI. Una cameriera ed una psicologa federale vengono prese in ostaggio dai fuggitivi, tra i quali c'è un pericoloso serial killer di nativi. Nonostante le condizioni climatiche proibitive, Longmire non rinuncia all'inseguimento in solitaria, nel corso del quale riemergono i suoi demoni interiori.
- Ascolti Stati Uniti: telespettatori 4 310 000[1]

## Carcasse
- Titolo originale: Carcasses
- Diretto da: Lodge Kerrigan
- Scritto da: Tony Tost

### Trama
In una zona di compostaggio viene trovato il cadavere di un uomo che aveva un passato di violenza nei confronti delle donne. Branch cerca notizie di Cady.
- Ascolti Stati Uniti: telespettatori 3 750 000[2]

## Terra insanguinata
- Titolo originale: Death Came in Like Thunder
- Diretto da: Gwyneth Horder-Payton
- Scritto da: Sarah Nicole Jones

### Trama
Mentre Cady è a Denver per prendere contatto con il detective Fales in relazione all'omicidio di sua madre, in Wyoming un pastore di origine basca viene trovato morto nella sua proprietà. La reticenza dei fratelli, una moglie per corrispondenza che non ha mai messo piede in casa sua ed una compagnia di legname dai comportamenti poco chiari complicano la risoluzione del caso.
- Ascolti Stati Uniti: telespettatori 3 574 000[3]

## La strada per l'inferno
- Titolo originale: The Road to Hell
- Diretto da: Daniel Sackheim
- Scritto da: Daniel C. Connolly

### Trama
Un furto di bestiame con sequestro di persona porta Longmire a conoscere un disilluso collega convinto che la mente del colpo sia un criminale attualmente in prigione. Nel corso delle indagini Victoria cerca di scoprire l'identità del misterioso ammiratore che le ha spedito dei fiori.
- Ascolti Stati Uniti: telespettatori 3 320 000[4]

## La festa è finita
- Titolo originale: Party's Over
- Diretto da: Peter Weller
- Scritto da: Hunt Baldwin, John Coveny

### Trama
Sul cadavere di una ragazza con un passato da tossicodipendente vengono trovate una chiave e una pillola di ossicodone. La sorella, combattente di arti marziali, si dà alla fuga alla vista di Walt e Victoria. Nel frattempo Cady torna in città e fa casualmente la conoscenza della compagna del padre.
- Ascolti Stati Uniti: telespettatori 3 213 000[5]

## La voce degli spiriti
- Titolo originale: Tell It Slant
- Diretto da: J. Michael Muro
- Scritto da: Tony Tost

### Trama
Un guerriero Cheyenne mascherato che cavalca al contrario passa davanti alla casa di Longmire. Per Walt è il segno che è stato commesso un omicidio e di lì a poco viene trovata morta la sorella dell'indiano, una sensitiva dall'ambigua reputazione.
- Ascolti Stati Uniti: telespettatori 3 489 000[6]

## Quanto vali?
- Titolo originale: Sound and Fury
- Diretto da: James Hayman
- Scritto da: Daniel C. Connolly

### Trama
Al Red Pony, Henry ascolta casualmente la conversazione tra un uomo alla ricerca di un sicario per uccidere la moglie ed un altro interessato a compiere il lavoro. Intanto Victoria incontra Ed Gorski, un ex collega di Philadelphia.
- Ascolti Stati Uniti: telespettatori 3 554 000[7]

## Il rodeo della morte
- Titolo originale: The Great Spirit
- Diretto da: Christopher Chulack
- Scritto da: Sarah Nicole Jones

### Trama
Walt e Henry fermano la corsa di un cavallo che sta trascinando il cadavere di un uomo legato con una corda. L'animale è selvatico, ma è sellato. Ripercorrendo a ritroso le tracce del suo percorso giungono in un luogo dove sono ancora visibili i segni di un rodeo clandestino. Proprietaria della terra è una grande azienda agricola che fa largo uso di braccianti stagionali messicani, il cui responsabile è scomparso nel nulla. Intanto al Red Pony è arrivato il detective Fales per interrogare Henry sulle sue visite a Denver nel periodo in cui anche Walt era lì.
- Ascolti Stati Uniti: telespettatori 3 390 000[8]

## Rosso toscano
- Titolo originale: Tuscan Red
- Diretto da: Michael Rymer
- Scritto da: Tony Tost

### Trama
Quando il rogo di una casa nella riserva cheyenne viene spento, al suo interno viene ritrovato il cadavere carbonizzato di un uomo. I nativi incolpano dei fatti la compagnia che sta estraendo gas nella zona tramite fracking e che ha reso l'aria ricca di metano. Le analisi autoptiche del dottor Dolan rilevano che l'uomo era stato completamente dipinto di vernice rossa e aveva assunto una notevole quantità di alcool.
- Ascolti Stati Uniti: telespettatori 3 513 000[9]

## Il giorno delle elezioni
- Titolo originale: Election Day
- Diretto da: J. Michael Muro
- Scritto da: Hunt Baldwin, John Coveny

### Trama
Il giorno delle elezioni Cady è vittima di un grave incidente che la riduce in fin di vita. Mentre Walt veglia la figlia in ospedale, Victoria e Ferg cercano il pirata della strada che l'ha travolta.
- Ascolti Stati Uniti: telespettatori 3 862 000[10]

## Seguendo la natura
- Titolo originale: Natural Order
- Diretto da: Daniel Sackheim
- Scritto da: Sarah Nicole Jones

### Trama
Cady si risveglia ed il rituale indiano a cui si è sottoposto Longmire si conclude. Viene ritrovato il cadavere di un guardiacaccia accanto ad un alce senza testa. Dato il periodo di chiusura della caccia, le indagini si orientano sulla pista del bracconaggio. Dopo la sconfitta elettorale Branch indaga privatamente sulle cause dell'incidente di Cady.
- Ascolti Stati Uniti: telespettatori 3 600 000[11]

## Ossa preziose
- Titolo originale: A Good Death is Hard to Find
- Diretto da: Kari Skogland
- Scritto da: Tony Tost

### Trama
Una cassetta di sicurezza contenente un dito umano viene recapitata all'ufficio di Longmire, in base alle ultime volontà del suo defunto proprietario. L'uomo in questione era James Notley, galeotto ormai prossimo al rilascio, finito in carcere per un furto di ossa di dinosauro ai tempi in cui lo sceriffo era Lucian Connally, lo zio di Branch. Intanto Gorski torna a farsi vivo e inizia a perseguitare Victoria.
- Ascolti Stati Uniti: telespettatori 4 122 000[12]

## Indietro nel tempo
- Titolo originale: Bad Medicine
- Diretto da: Michael Offer
- Scritto da: Hunt Baldwin, John Coveny

### Trama
Gorski finisce in ospedale dopo essere stato selvaggiamente picchiato e incolpa dell'aggressione lo sceriffo Longmire, ritenendo che sia la diretta conseguenza delle minacce ricevute. Walt arresta Hector, mentre Victoria prega Ed di accusare lei invece che il suo capo. A complicare la situazione si aggiunge l'arrivo del detective Fales, che perquisisce l'abitazione di Longmire ed il Red Pony alla ricerca di prove. Intanto Branch continua ad indagare su David Ridges, l'uomo che ha provocato l'incidente di Cady, scoprendo che si è suicidato.
- Ascolti Stati Uniti: telespettatori 4 419 000[13]